# Oplophoridae
Oplophoridae Dana, 1852 è una famiglia di gamberi pelagici appartenente alla superfamiglia Oplophoroidea. Sono diffusi in tutti gli oceani.

## Descrizione
A questa famiglia appartengono specie con il rostro dentellato, abbastanza allungato. Presentano occhi più grandi dei gamberetti appartenenti alla famiglia Acanthephyridae.

## Tassonomia
Fino al 2010 questa famiglia comprendeva anche i generi riconosciuti nella famiglia Acanthephyridae, comuni in acque più profonde. In questa famiglia sono quindi riconosciuti solo 3 generi:
- Janicella Chace, 1986
- Oplophorus H. Milne Edwards, 1837 [in H. Milne Edwards, 1834-1840]
- Systellaspis Spence Bate, 1888